# حصار أيلة
حصار أيلة Siege of Ayla عام 1170 هو اشتباك عسكري بين قوات صلاح الدين والقلعة الصليبية في أيلة (العقبة الحديثة). نجح صلاح الدين في الاستيلاء على أيلة من الصليبيين. تقع أيلة على رأس خليج العقبة، الذي كان مفتاح طريق الحج في البحر الأحمر إلى مكة . وفي عامي 1115/1116، استولى بالدوين الأول ملك القدس على الموقع، فأنشأ بذلك أقصى نقطة في الجنوب للمملكة اللاتينية. كانت أيلة مفتاحًا لإيقاف طريق الحج من مصر إلى مكة. كما قام الصليبيون ببناء قلعة على جزيرة فرعون قبالة البر الرئيسي، مما سمح لهم بالسيطرة على الطريق البحري.
في أواخر عام 1170 م، أطلق صلاح الدين حملة ضد الصليبيين. وهاجم مدينة داروم وحاصرها يومين، وتمكن من دخول أحد الأبراج. في 18 ديسمبر، قاد عموري الأول، ملك القدس، قواته ضد صلاح الدين. ثم تراجع صلاح الدين وهاجم غزة، واستولى على المدينة ونهبها، ولكنه لم يتمكن من الاستيلاء على القلعة. ثم انسحب صلاح الدين بجيوشه واتجه نحو أيلة. كانت حملة صلاح الدين بعيدة كل البعد عن الانتهاء.
كانت الهجمات على داروم وغزة بمثابة هجوم تحويلي ضد الصليبيين، حيث كان هدفه الرئيسي هو الاستيلاء على أيلة. وتضمن الهجوم على أيلة استخدام قوارب جاهزة تم نقلها عبر سيناء باستخدام الجمال. تمكنت قوات صلاح الدين من محاصرة أيلة من البر والبحر ونجحت في الاستيلاء على أيلة وجزيرة فرعون في 31 ديسمبر. وكان صلاح الدين قد أعد القوارب قبل بدء الحملة. قام صلاح الدين بتحصين القلعة ثم عاد إلى القاهرة في فبراير 1171. لقد أدى نجاح صلاح الدين إلى زيادة شعبيته وسمح له بتأسيس سلطته في مصر.